# Parque La Alameda
El parque La Alameda es un espacio verde de carácter público en la ciudad de Quito, capital de Ecuador. Está ubicado en el centro de la urbe, perteneciente a la parroquia Centro Histórico, dentro de un triángulo comprendido por la avenida Gran Colombia, la avenida 10 de Agosto y la calle Luis Sodiro. 

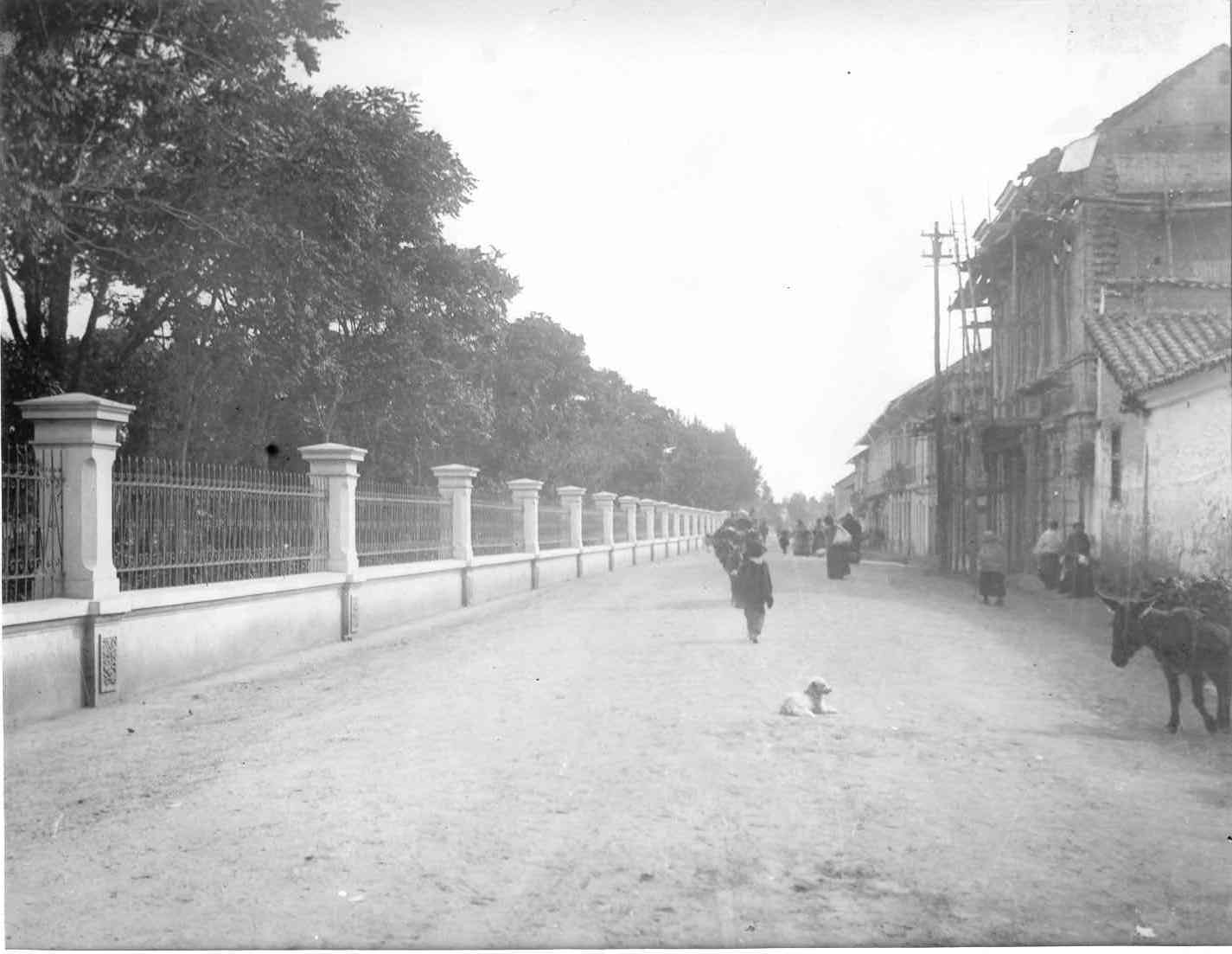
El lado oriental del parque a inicios del.

La Alameda es el parque más antiguo de Quito, y el sector donde hoy se asienta era conocido por los nativos como Chuquihuada (punta de lanza), presuntamente debido a la forma triangular de la planicie de terreno que el parque ocupa hasta hoy.

## Historia
El cabildo de la ciudad colonial, consciente de la necesidad de un espacio de recreo para los quiteños al más puro estilo de las ciudades europeas, decide la delimitación de un área verde en el extremo norte de la ciudad, y los trabajos inician inmediatamente después de la firma del decreto del corregidor Francisco de Sotomayor, el 8 de marzo de 1596.
Entre 1785 y 1790 se crearon algunos de los caminos interiores que rodeaban la pequeña laguna natural y que aún hoy se conservan, se instalaron los primeros monumentos en el interior para embellecer el lugar, y se cerró el perímetro con un muro decorativo bajo. Desde el inicio de la vida republicana de la nación hasta aproximadamente 1873, cuando se inició la construcción del Observatorio Astronómico, el parque fue utilizado por criadores de ovejas, que llevaban sus animales a pastar en el lugar.
En 1877 se emprende una reestructuración integral del parque ordenada por Marieta de Veintimilla, sobrina del presidente Ignacio de Veintimilla y que hacía las veces de Jefe de Gobierno y también de primera dama. Su rediseño le brindó al parque un estilo más ajardinado y europeo, placentero para los paseos de la alta sociedad quiteña de la época.

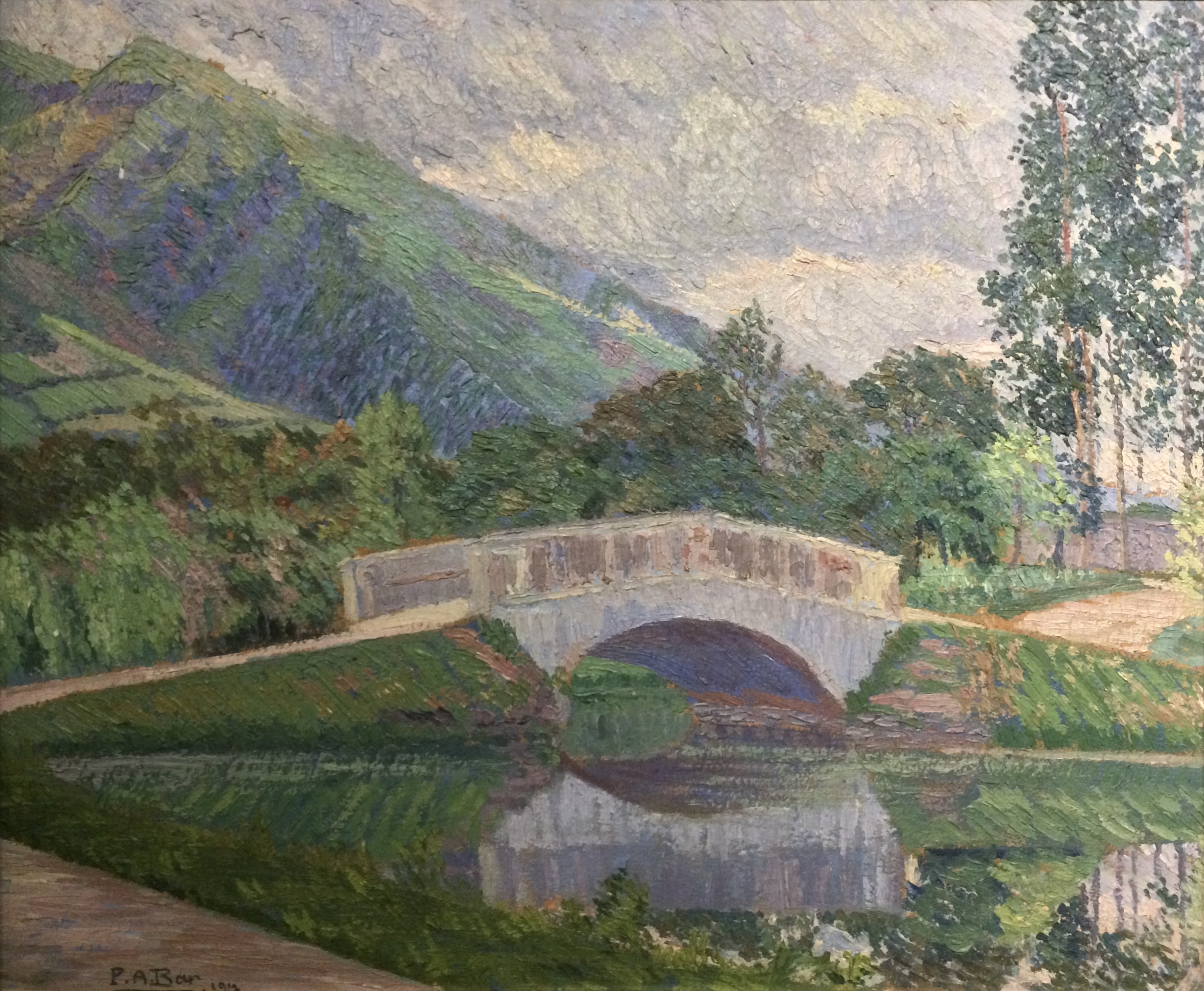
Puente de La Alameda (1912), óleo sobre lienzo de Paul Bar. MuNa.

En 1887 se inauguró en el extremo norte del parque un edificio de estilo alpino, construido totalmente en madera, que albergó el primer Jardín Botánico de Quito, mismo que era dirigido por el sacerdote e investigador jesuita Luis Sodiro. Años después ese mismo edificio sería utilizado para convertirse en la primera Escuela de Bellas Artes de Quito, hasta que un incendio acabó con la estructura a finales del siglo XIX.

### Hechos históricos de importancia
En los alrededores del parque, en 1546, se enfrentaron las tropas del sublevado conquistador español Gonzalo Pizarro con las del virrey del Perú, Blasco Núñez de Vela durante la Batalla de Iñaquito. En este sitio descansaron, el 25 de mayo de 1822, las tropas patriotas de caballería que lucharon en la Batalla de Pichincha, brega que selló la libertad de Quito y sus alrededores.
En la noche del 27 de marzo de 1906, el presidente Eloy Alfaro asistió aquí a un acto político organizado por el grupo de liberales conocidos como La Fonda, para respaldar el respeto a los bosques nativos y apoyar a la instauración de la ciencia.

## Vegetación
El parque es un testigo de la aclimatación de varias de las primeras especies extranjeras introducidas en el país, que se mezclan también con las propias. Mientras ocupó el cargo de Director del jardín botánico, Luis Sodiro sembró especies provenientes de Europa y Norteamérica que florecieron junto a las plantas traídas de los bosques del Pululahua. Como huellas del Jardín Botánico quedan en el parque acacias, secoyas, palmas, cedros, arrayanes, eucaliptos, magnolias y fresnos. El árbol más viejo de La Alameda es un ciprés macrocarpa de alrededor de 120 años de edad.

## Construcciones

### Observatorio Astronómico de Quito

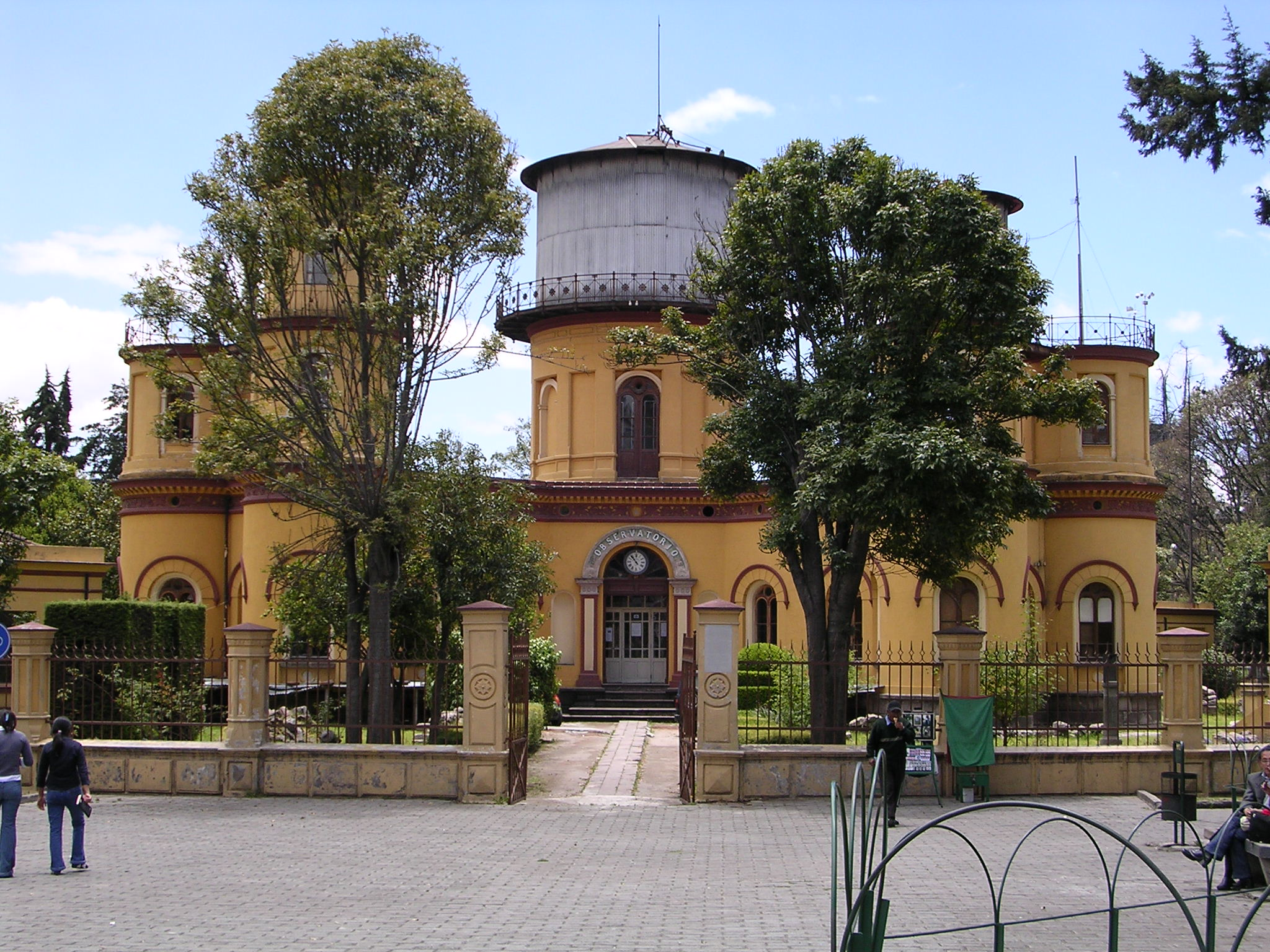
Observatorio astronómico, ubicado en el centro del parque. Construido en 1873 bajo el gobierno de García Moreno.

Se trata de un edificio de cuatro cuerpos circulares y tres torres que se ubica en el centro del parque. Construido entre 1873 y 1875 por orden del entonces presidente de la República, Dr. Gabriel García Moreno. El observatorio poseía un telescopio ecuatorial de origen alemán, instalado en la torre principal, que fue uno de los tres más avanzados del mundo junto con los de Roma y París, que sigue brindando su servicio junto a uno de construcción moderna y tecnología de punta. El sismógrafo ubicado en el subterráneo trabaja perfectamente desde la década de 1920, cuando fue instalado en el lugar. Los instrumentos astronómicos que se encuentran en este observatorio son parte de la muestra histórica que se exhibe al público.

### Churo de La Alameda

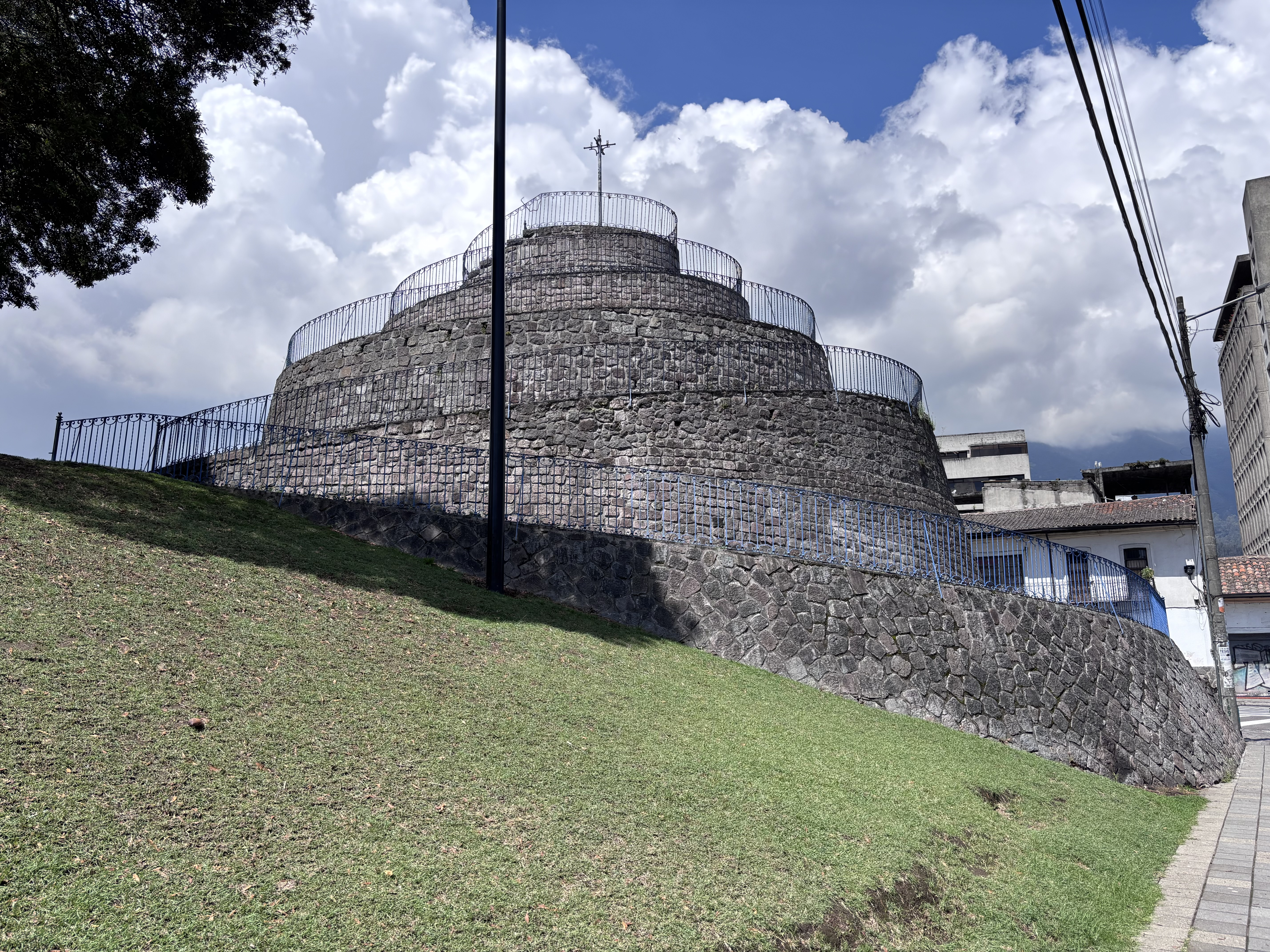
Churo de La Alameda.

Construido a comienzos del siglo XX por Enrique Fusseau (hijo), con tierra del desbanque de la calle Luis Sodiro y desechos vegetales del parque. Se ubica en el lugar donde se presume hubo un puesto de observación astronómica y militar quitu desde el que tenían un amplio margen de visibilidad de la planicie de Iñaquito. La construcción de Fuseau rescató esta leyenda y plasmó ese uso en su edificación. Aunque por la construcción de varios edificios de altura en los alrededores, el objetivo primitivo ha perdido vigencia. La formación en espiral constituye un hermoso y único atractivo de la ciudad.
El Churo fue lugar de paseo predilecto del poeta ecuatoriano Ulises Estrella.

### Escuela de Bellas Artes (destruido)

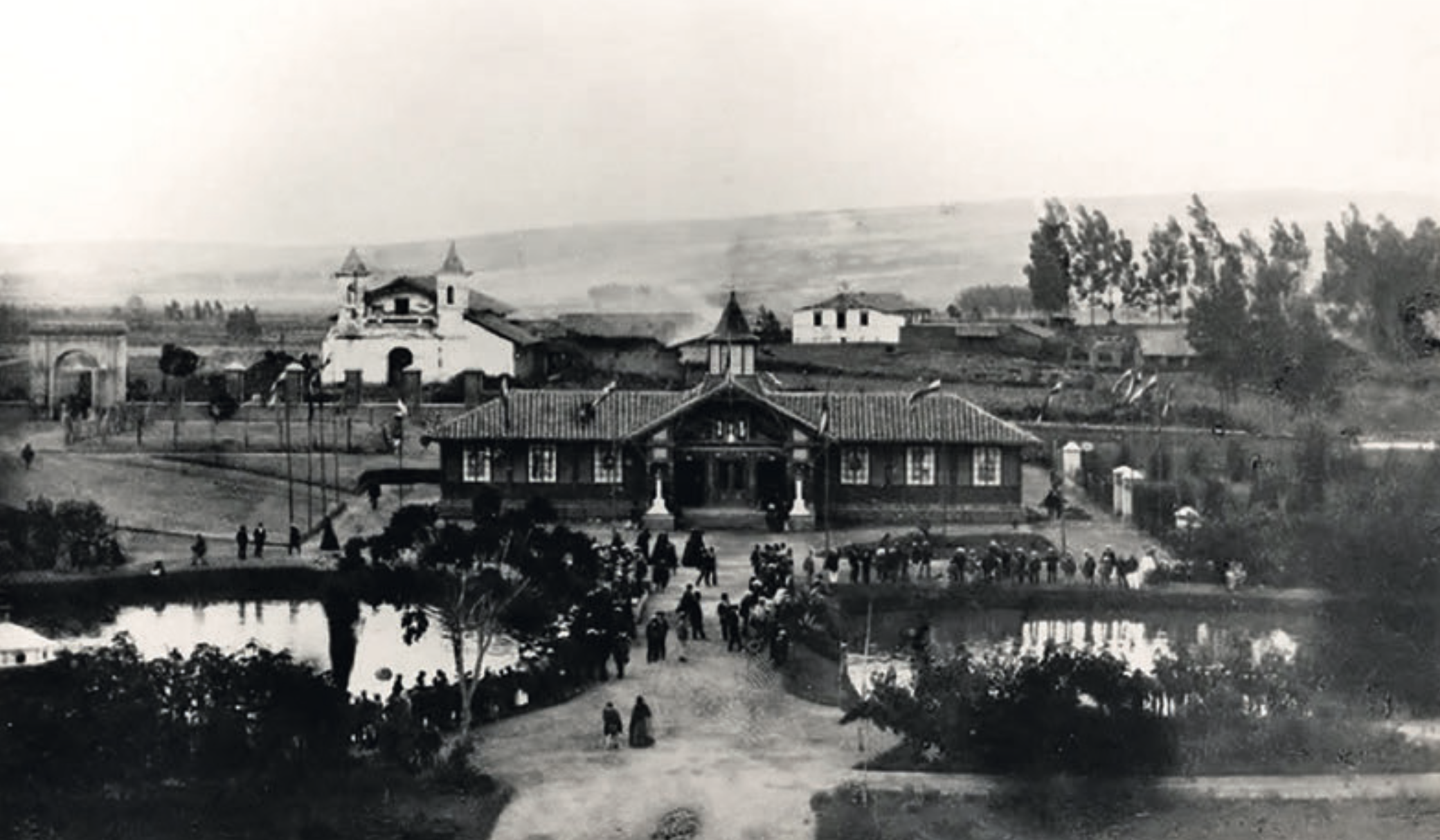
Edificio de la Escuela Nacional de Bellas Artes de Quito en el Parque La Alameda

Se trató de un pabellón de madera (kiosco) construido antes de 1900 en donde inicialmente funcionó un herbario, durante algunos años se realizaron eventos como la Exposición Nacional de Artes Plásticas y posteriormente se convirtió en el local de la Escuela Nacional de Bellas Artes de Quito, el edificio fue destruido por un incendio.
Detalles del kiosco
- Era una casa grande con dos salones amplios.
- Se encontraba en el puente actual sobre la laguna de La Alameda, con dirección a la iglesia de El Belén.
- En este sitio las exposiciones eran muy importantes y a las mismas acudía la nobleza de Quito.

## Monumentos

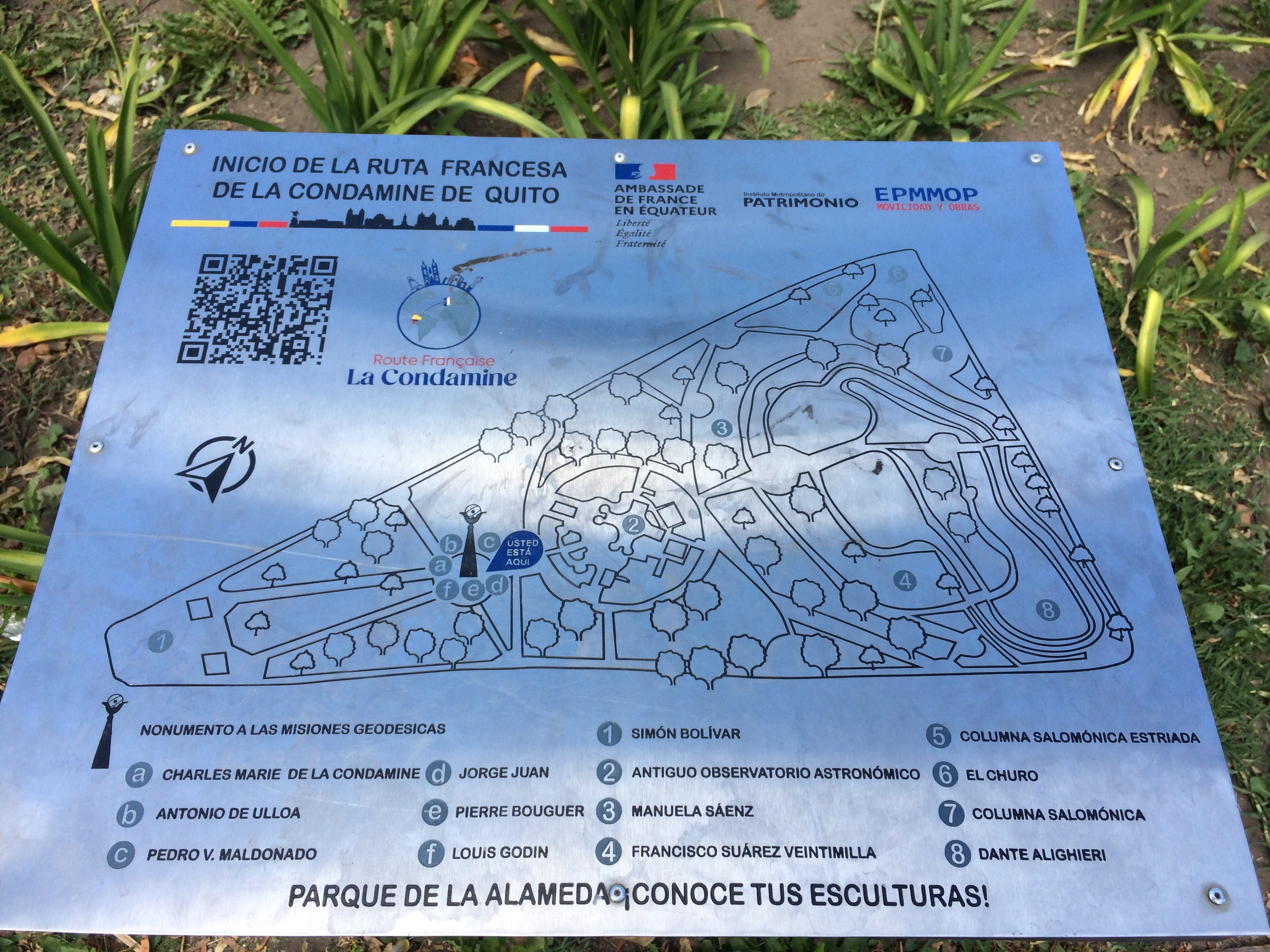
Mapa del parque La Alameda, Quito.

Dentro del área verde del Parque La Alameda se encuentran varios monumentos de diversas épocas, que se ubicaron allí como recuerdo histórico y para embellecer el lugar.

### Monumento a Simón Bolívar

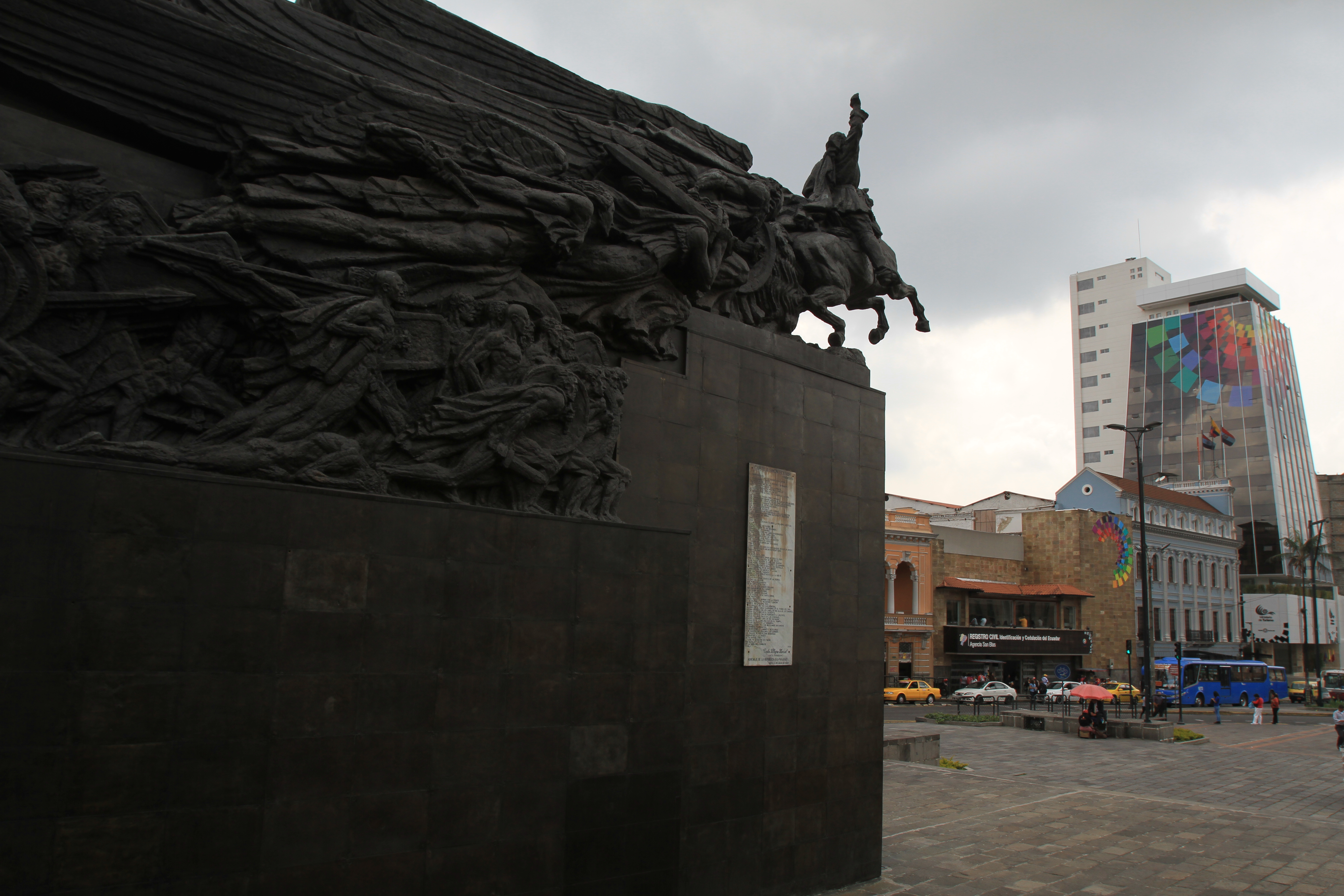
Monumento a Simón Bolívar.

En 1928 se realizó en París un concurso para determinar al mejor proyecto presentado para realizar el monumento a Simón Bolívar, que se ubicaría en la ciudad de Quito. En la convocatoria se inscribieron 154 maquetas de 20 países, en 1929 se publica a los ganadores siendo un grupo francés integrado por los escultores Jacques Zwobada y René Letourneur y por los arquitectos Félix Bruneau, René Marouzeau y Luis Emilio Galey.
Los artistas franceses trabajaron durante casi cuatro años (1929-1933) en un taller instalado en Fontenay-aux-Roses, cerca de la ciudad de París, antes de enviar las piezas de la escultura por barco hasta Ecuador en 1934, en donde se designó al ingeniero quiteño Pedro Pinto Guzmán para que lo levantara.
La locación escogida por el Comité ecuatoriano para ubicar el Monumento fue la esquina sur del parque La Alameda, pues se trataba de un sitio visualmente estratégico que dominaba el ingreso al Centro Histórico de la urbe desde las zonas más nuevas. Para ello debió derrocarse el gran portón neoclásico de tres arcos que había sido construido en el siglo XVIII por las autoridades españolas de la Presidencia de Quito, cuando intentaron convertir a La Alameda en el paseo público de la ciudad.

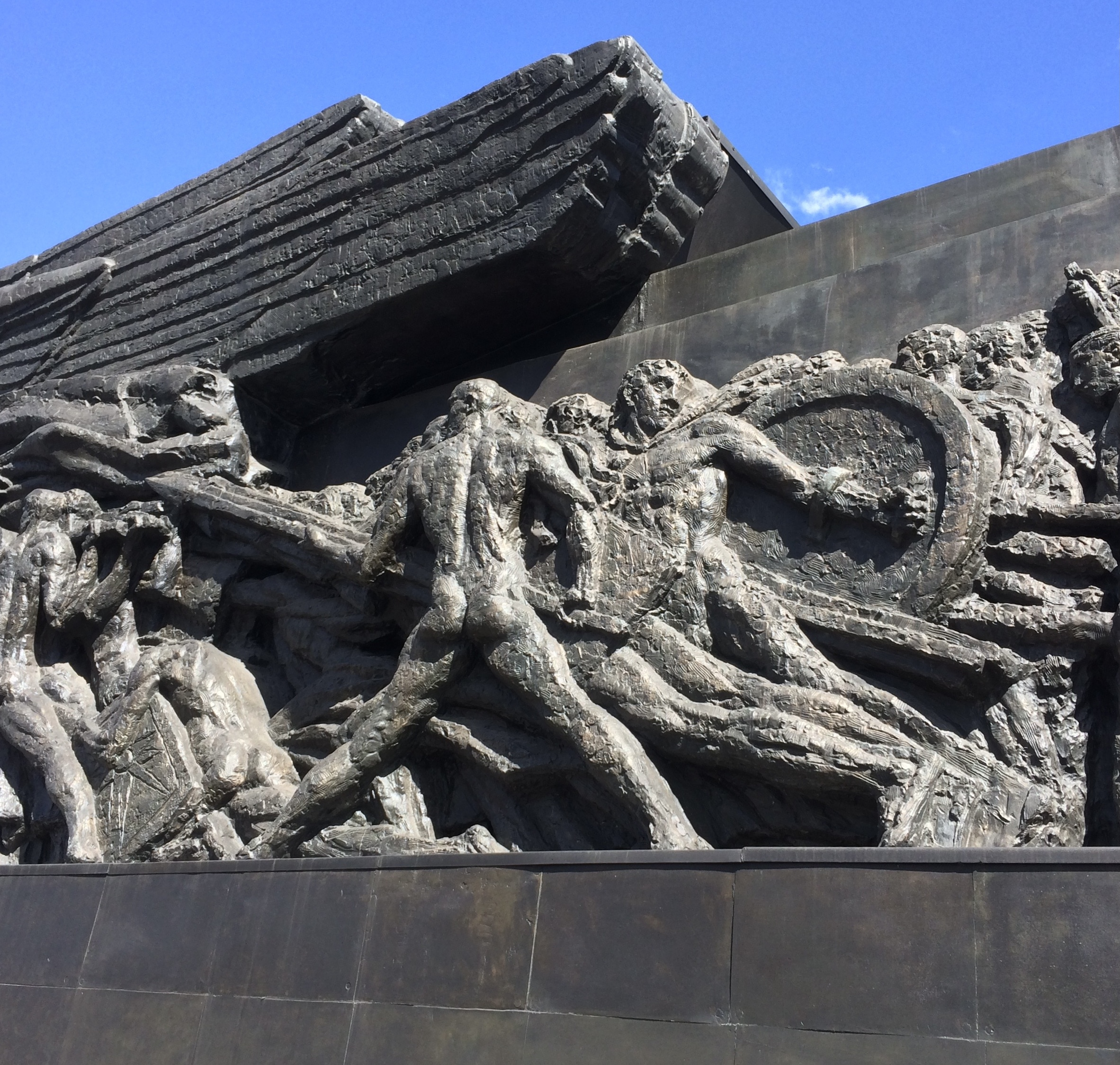
Detalle de las esculturas.

El conjunto fue levantado por Pinto Guzmán en poco menos de un año, aunque para entonces ya no se había alcanzado la meta de que estuviese listo para los 150 años del natalicio de Simón Bolívar, sino que fue develado el 24 de julio de 1935, dos años más tarde. La ceremonia, presidida por el entonces presidente ecuatoriano José María Velasco Ibarra,  contó con la presencia de varias delegaciones internacionales, incluida Francia, y fue seguida por grandes actos y fiestas en toda la ciudad.
El monumento fue catalogado como patrimonial y conmemorativo por el Inventario de Arte Público en Quito realizado entre los años 2000 y 2004, por la entonces Empresa Metropolitana de Obras Públicas.

### Monumento a las Misiones Geodésicas francesas

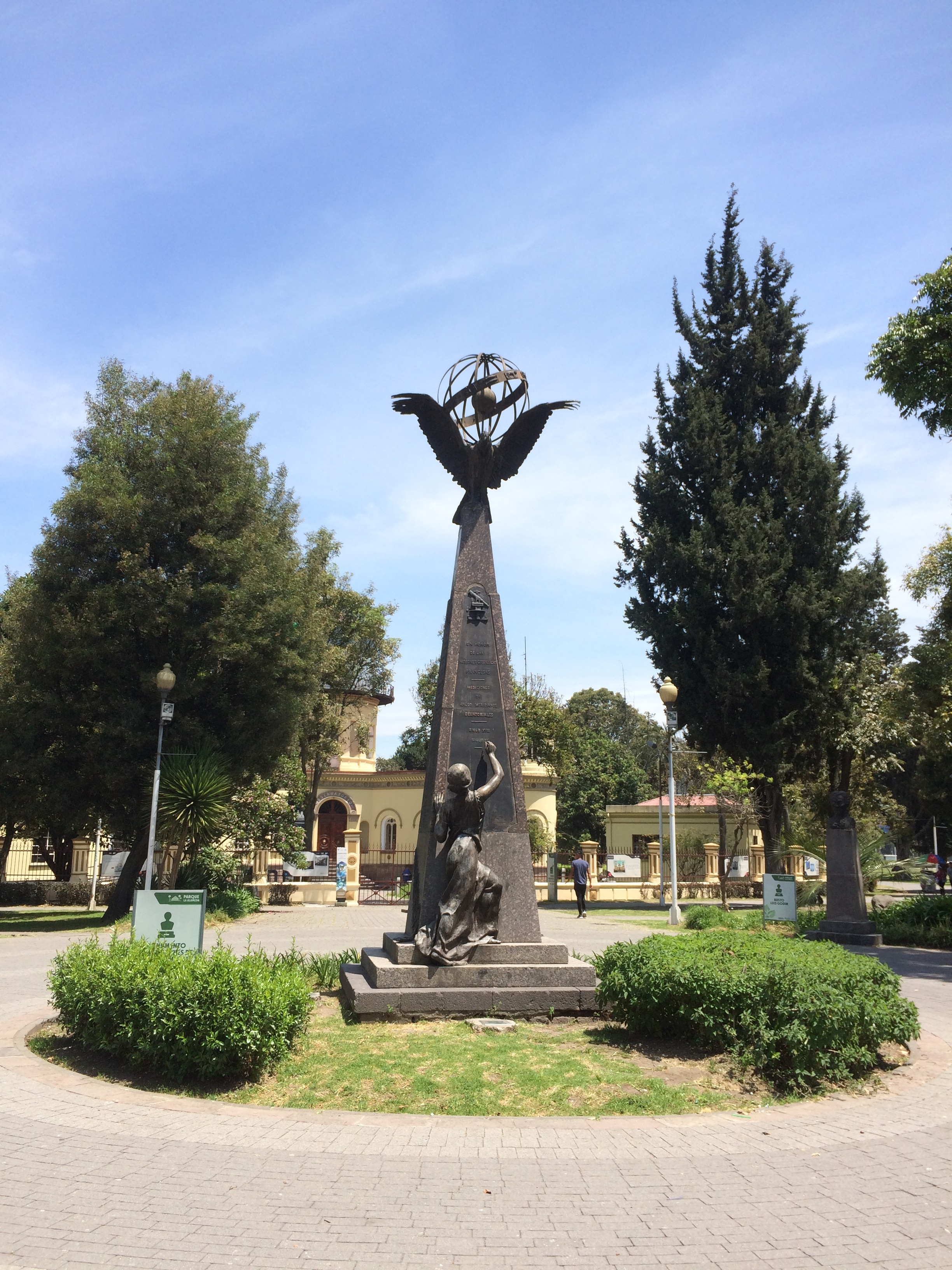
Monumento a las misiones geodésicas de la Academia de Ciencias de Francia.

Este monumento, ubicado en una pequeña plaza frente al Observatorio Astronómico, conmemora las dos misiones de científicos franceses que llegaron a Ecuador, la primera en el siglo XVIII y la segunda en el año 1901, con el propósito de medir un arco de meridiano terrestre para determinar la forma exacta de la tierra.
La obra de piedra y bronce, concebida por el escultor francés Paul Louis Emile Loiseau-Rousseau (1861-1927), se compone de una esbelta pirámide coronada por un cóndor que sostiene sobre sus alas una esfera representando al globo terráqueo cruzado por la línea ecuatorial, y en su base sur se encuentra apoyada Urania, la musa de la astronomía. Su construcción inició en 1911 con la colocación de la primera piedra por parte del presidente Eloy Alfaro en un acto solemne, y fue inaugurada en 1913 por Leonidas Plaza Gutiérrez.
Seis bustos de los académicos que participaron en la primera misión geodésica fueron añadidos alrededor de la placeta a finales del siglo XX, y estos corresponden a los franceses Charles Marie de La Condamine, Louis Godin y Pierre Bouguer, los españoles Antonio de Ulloa y Jorge Juan, y el quitense Pedro Vicente Maldonado.
|                                                   |
| Vista lateral, el gallo es el símbolo de Francia. |

|                                |
| Urania, musa de la astronomía. |

### Monumento simbólico a la amistad ecuatoriano-española

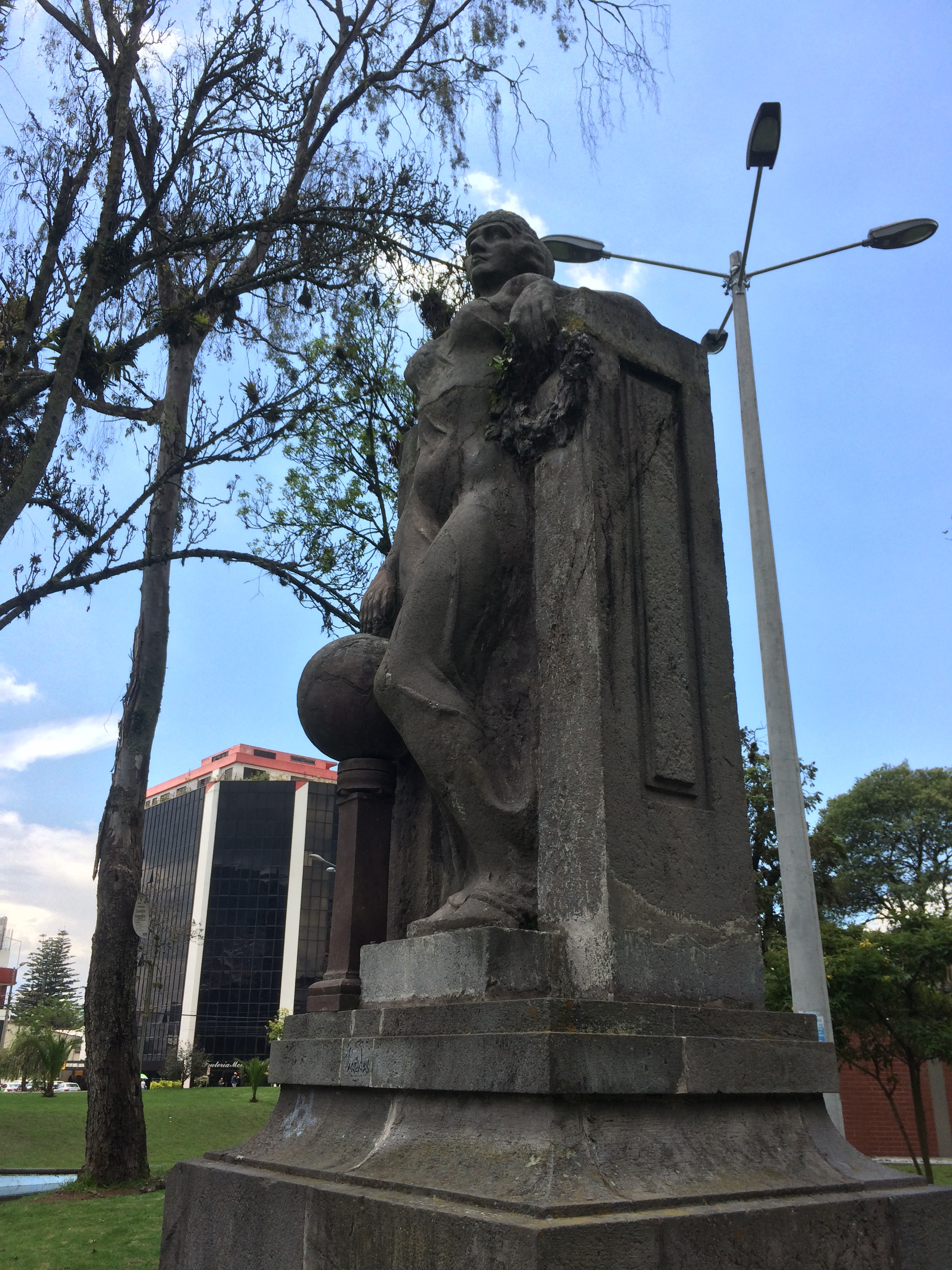
Monumento a Francisco Suárez Veintimilla.

Fue erigido el 17 de mayo de 1923 en memoria del teniente ecuatoriano Francisco Suárez Ventimilla, quien murió combatiendo por el ejército español durante la guerra de independencia en el norte de África, en la batalla de Bení-Aros, Marruecos, el 19 de junio de 1922. El trabajo en piedra y bronce fue realizado por el artista ecuatoriano Nicolás Delgado. La obra fue donada por la colonia española residente en Quito. Por el lado frente hay un letrero con las palabras siguientes:
Periódico ABC de Madrid: junio 25 de 1925:

"Ha sido traído a Ceuta desde el campamento de Beni-aros, donde falleció, el cadáver de Alférez honorario, Francisco Suárez Veintimilla, natural de la República de Ecuador. Cayó herido el día 19, en el avance sobre la Zama de Siddi-Issef el Tallidi, donde se batió heroicamente"
Y por otro lado las palabras son siguientes:
"Madrid, Julio de 1922"

"Quito"

"El Congreso Español, a petición del diputado Viguri, después de entusiasta acogida por el Gobierno, acordó hoy unánime expresión sentimiento de gratitutd nacional por la muerte heroica en Marruecos del valiente Oficial Ecuatoriano Suárez Veintimilla, que estudió en nuestras Academias y que ha demostrado amor a España peleando por sus nobles ideales en nuestras filas, para perpetuar virtudes de la raza y acreditar unión por el afecto de quienes hállanse separados por el mar. Hónrome transmitir Vuecencia estos acuerdos, saludándole"

"Gabino Bugallal"

"Presidente"

### Monumento a Dante Alighieri

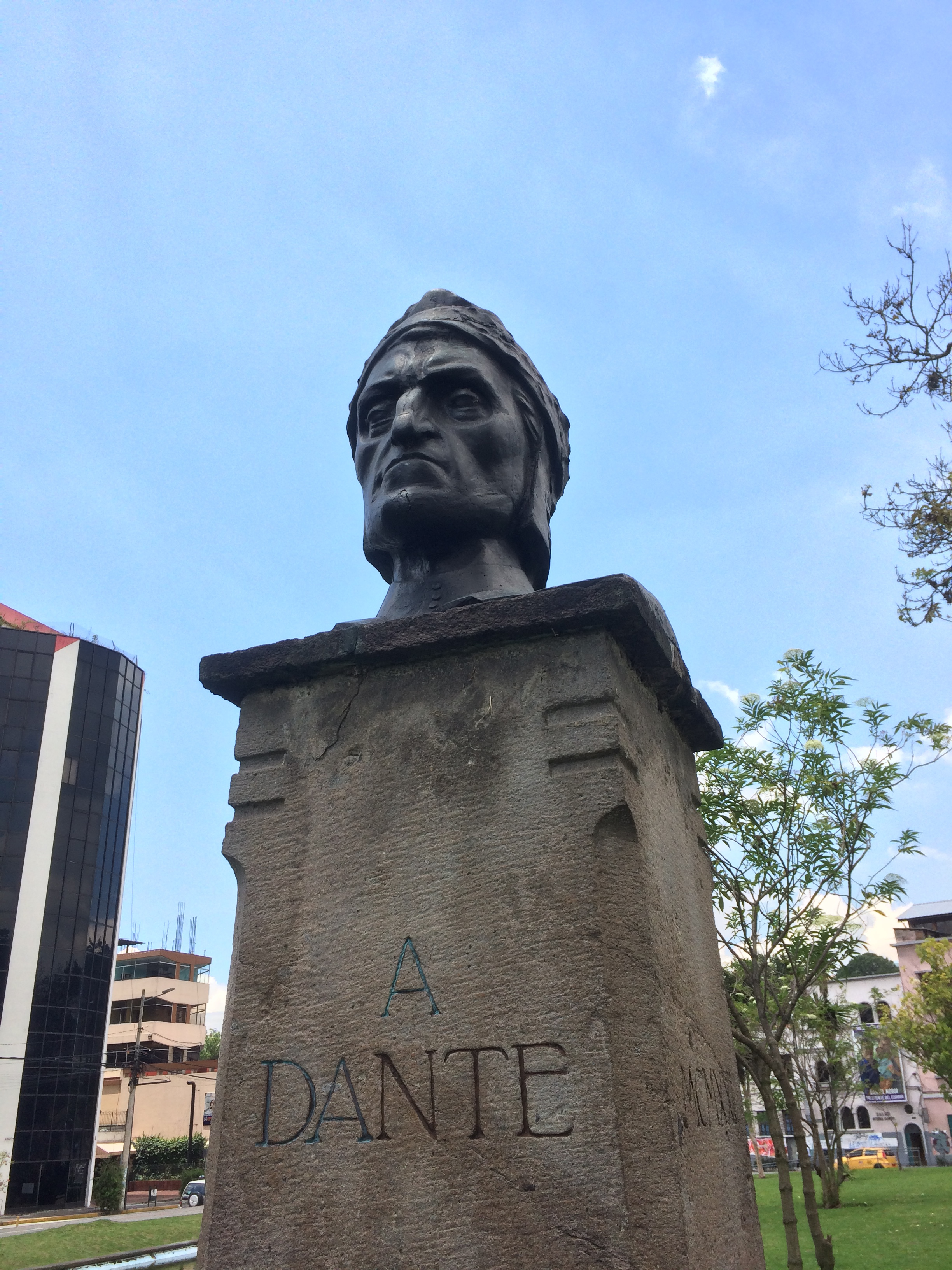
Busto de Dante (1922) de Luigi Casadio

Inaugurado el 4 de noviembre de 1922. La obra fue un obsequio de la colonia italiana residente en Quito para conmemorar los 600 años de la muerte del afamado escritor Dante Alighieri, y para rendir homenaje a las cualidades de este político y poeta florentino. El busto de bronce fue realizado por el artista Luigi Casadio y la base por el arquitecto Antonino Russo, ambos de origen italiano pero residentes en Quito como parte del profesorado en la Escuela de Bellas Artes.

### Columna salomónica estriada

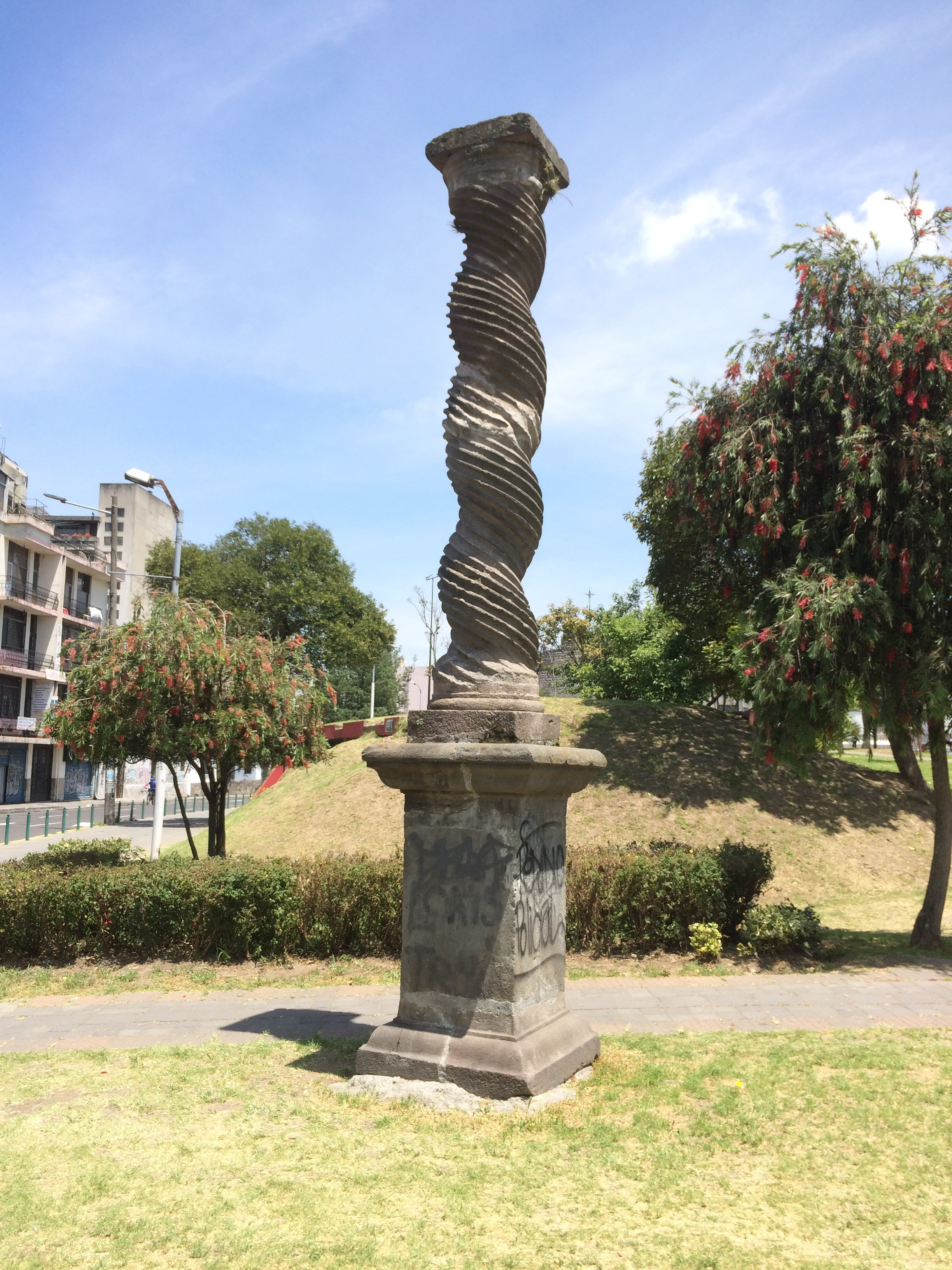
Columna salomónica estriada de época colonial.

En el siglo XVIII, Juan José de Villalengua, por entonces presidente de la Real Audiencia de Quito, toma a su cargo la tarea de establecer definitivamente el parque de La Alameda. Recolectó las rentas suficientes a través de las entradas que el público pagaba para asistir a una plaza de toros que el mismo Villalengua mandó a construir en la actual Plaza del Teatro. Con estos fondos, entre otras cosas, colocó tres columnas salomónicas en 1790. Dos de las cuales estuvieron rematadas por la escultura de un ángel cada una, y la tercera por una escultura de la Fama.
En la actualidad solamente sobrevive una de estas columnas, ya sin la escultura del ángel que la coronaba, constituyéndose así en el único ornamento de época colonial que todavía permanece en el parque desde que la antigua "picota" (o "rollo") fue movida al Museo Alberto Mena Caamaño en el siglo XX.

### Columna de los Castigos
Fue colocada en este parque en 1785 por el presidente de la Real Audiencia de Quito, Juan José Villalengua y Marfil, para castigar a los infractores de la ley, azotándolos mientras permanecían amarrados a esta columna de estilo salomónico.

## Lista de edificaciones prominentes
| Imagen | Obra                                   | Autor                 | Ubicación                                         | Fabricación          | Colocación             |
|        | Monumento a Simón Bolívar              |                       | Plaza Simón Bolívar                               |                      |                        |
|        | Busto de Manuela Sáenz                 |                       | Plaza junto a la Av. 10 de Agosto                 |                      |                        |
|        | El Churo                               | Enrique Fusseu (hijo) | Av. 10 de Agosto y Luis Sodiro                    | Principios del s. XX |                        |
|        | Columna salomónica estriada            |                       | Junto a la Av. 10 de Agosto                       |                      | 1790                   |
|        | Columna salomónica                     |                       | Junto a la calle Luis Sodiro                      |                      |                        |
|        | Escultura Francisco Suárez Veintimilla |                       | Entre la laguna del parque y la Av. Gran Colombia | 17 de mayo de 1923   |                        |
|        | Busto de Dante Alighieri               | Luigi Casadio         | Entre la laguna del parque y la calle Luis Sodiro |                      | 4 de noviembre de 1922 |
|        | Monumento a las misiones geodésicas    |                       | Plaza interior                                    |                      |                        |
|        | Busto de Jorge Juan                    |                       | Plaza interior                                    |                      |                        |
|        | Busto de Pedro Vicente Maldonado       |                       | Plaza interior                                    |                      |                        |
|        | Busto de Antonio de Ulloa              |                       | Plaza interior                                    |                      |                        |
|        | Busto de Louis Godin                   |                       | Plaza interior                                    |                      |                        |
|        | Busto de Pierre Bouguer                |                       | Plaza interior                                    |                      |                        |
|        | Busto de Charles Marie de La Condamine |                       | Plaza interior                                    |                      |                        |